# 地底王国
『地底王国』（ちていおうこく、原題: At the Earth's Core）は、1976年に公開されたイギリス・アメリカのSF映画。

## 概要

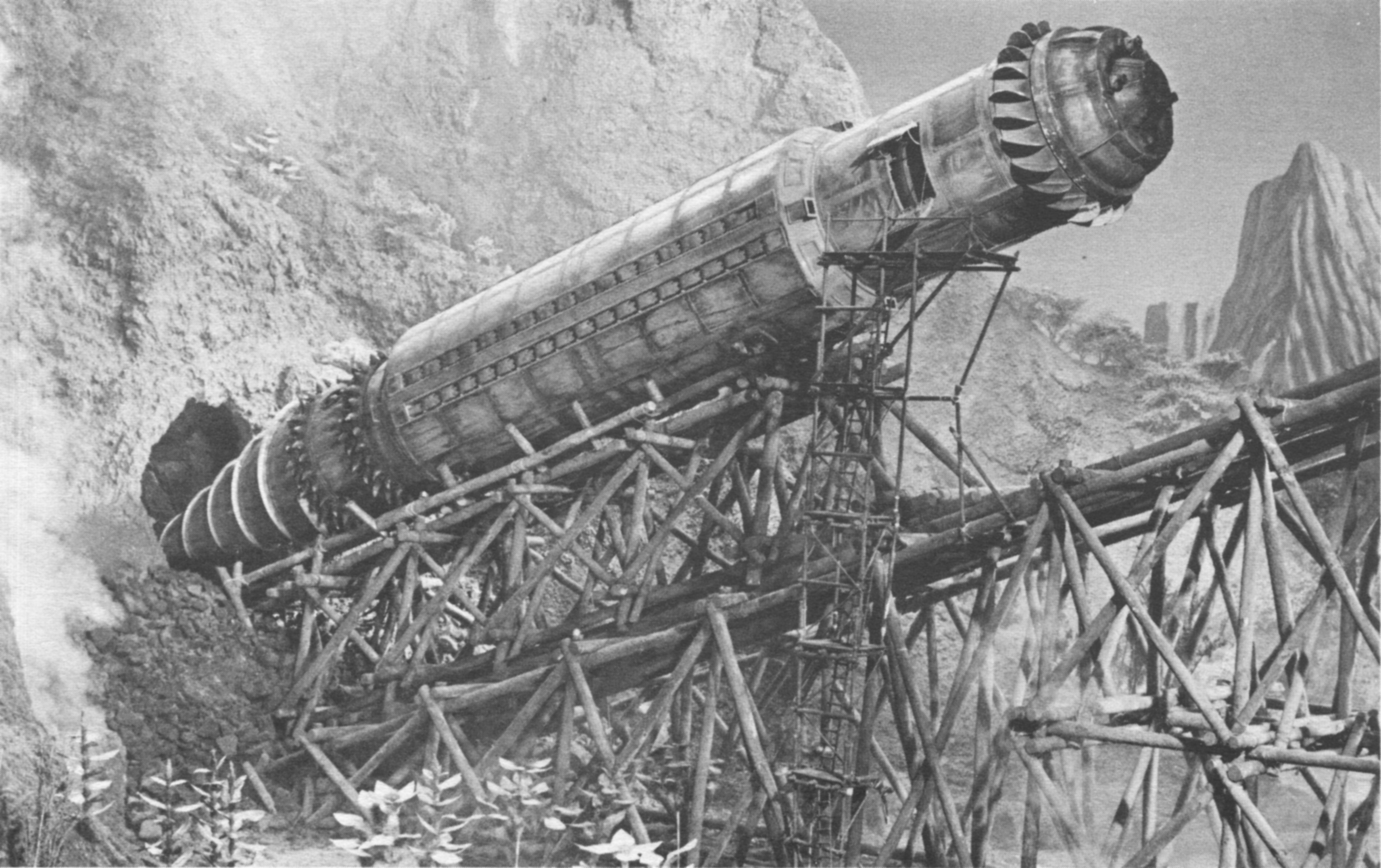
作中に登場するアイアン・モール

エドガー・ライス・バローズのSF小説をケヴィン・コナーの監督でアミカス・プロダクションが映画化した三部作の第2作。バローズのSF小説『地底の世界ペルシダー』（1914年）を映画化した。
前作の『恐竜の島』と同じく、主役の実業家デヴィッド役にダグ・マクルーアを起用。ヒロインには均整の取れたプロポーションでファンタジーやホラーで活躍していたキャロライン・マンローが抜擢された。主人公と地底世界に同行するペリー博士役として出演したピーター・カッシングは、アミカスやハマー・フィルム・プロダクションの古典派ホラー映画の看板スターであるが、フランケンシュタイン男爵やヴァン・ヘルシング博士、『スター・ウォーズ』のターキン総督など冷酷かつ冷徹な役柄とは違い、本作では愛嬌溢れる老博士をコミカルに演じている。
特殊効果は『サンダーバード』を手がけたデレク・メディングスの助手を務めたことのあるイアン・ウィングローヴが担当した。アイアン・モール内部のセットや、メーハーを初めとする多数の怪獣デザインは、モーリス・カーター（『1000日のアン』などでアカデミー美術賞にノミネートされたプロダクション・デザイナー）によるものである。

## キャスト
| 役名               | 俳優                     | 日本語吹替                                 |
| 役名               | 俳優                     | 東京12ch版                                 |
| ------------------ | ------------------------ | ------------------------------------------ |
| デヴィッド・イネス | ダグ・マクルーア         | 石田太郎                                   |
| アブナー・ペリー   | ピーター・カッシング     | 北村弘一                                   |
| ディア             | キャロライン・マンロー   | 杉山佳寿子                                 |
| ラー               | サイ・グラント           | 中田浩二                                   |
| フージャ           | ショーン・リンチ         | 寺島幹夫                                   |
| ガーク             | ゴッドフリー・ジェイムズ | 嶋俊介                                     |
| サゴス首長         | ボビー・パール           |                                            |
| 不明 その他        |                          | 大山高男 山田礼子 青山淑子 岡田直子 稲葉実 |
|                    |                          |                                            |
| 演出               | 演出                     | 好川阿津志                                 |
| 翻訳               | 翻訳                     | 大野隆一                                   |
| 効果               |                          |                                            |
| 調整               |                          |                                            |
| 制作               | 制作                     | グロービジョン                             |
| 解説               | 解説                     | 倉益琢真                                   |
| 初回放送           | 初回放送                 | 1979年1月4日 『木曜洋画劇場』              |

## スタッフ
- 製作総指揮 - ハリー・N・ブラム、マックス・J・ローゼンバーグ
- 製作 - ジョン・ダーク、ミルトン・サボツキー
- 監督 - ケヴィン・コナー
- 脚本 - ミルトン・サボツキー
- 原作 - エドガー・ライス・バローズ（『地底の世界ペルシダー』）
- 撮影 - アラン・ヒューム
- 音楽 - マイク・ヴィッカーズ
- 特撮 - イアン・ウィングローヴ